# Madame du Val-Noble
Madame du Val-Noble é uma personagem da Comédia Humana de Honoré de Balzac. Nascida por volta de 1800 em Alençon, e conhecida somente por seu prenome (Suzanne), ela aparece pela primeira vez em La Vieille Fille, em que ela é lavadeira na casa de Madame Lardot. Depois de ter feito chantagem com uma personagem influente de Alençon, monsieur du Bousquier, ela se instala em Paris, onde é contada entre as mundanas mais em vista, amiga de Coralie e Esther van Gobseck, às quais presta serviço com generosidade. Ela se torna uma burguesa ao casar-se com Théodore Gaillard, jornalista e diretor do periódico realista no qual Lucien de Rubempré destrói a reputação do excelente romance de seu amigo Daniel d'Arthez.

## Cronologia
- Em 1816, em La Vieille Fille, ela é lavadeira na casa de Madame Landot em Alençon. Lucrando com as rivalidades entres os pretendentes de Rose Cormon, ela estorque um deles, monsieur du Bousquier, fingindo-se grávida;
- Em 1817, ela se instala em Paris sob o nome de Madame du Val-Noble, nome de guerra emprestado ao nome da rua em que morava Rose Cormon em Alençon;
- Em 1821, em Illusions perdues, ela se torna rapidamente uma das mulheres mais célebres do mundo da galanteria. Amante do escritor Victor Merlin, o esplendor de suas festas começa a ficar famoso. Lucien de Rubempré a encontra no Rocher de Cancale, célebre restaurante parisiense situado na rua Montorgueil.
- Em 1822, ela organiza uma gigantesca refeição à qual são convidados Lucien de Rubempré, Coralie, Raoul Nathan e Émile Blondet. As sobremesas vêm do famoso café Tortoni;
- Em 1823, em Les Paysans, ela escreve a Nathan e Blondet para advogar a causa de suas semelhantes (as prostitutas) e mostrar a precariedade de sua situação;
- Em 1827, em Les Comédiens sans le savoir, o agente de câmbio Falleix a instala numa elegante casa na rua Saint-Georges;
- Em 1829, pobremente mantida por Peyrade quando Falleix vai à falência, ela é, contudo, uma das mundanas mais famosas de Paris. Porém, ela está a pé.
- Em 1830, em Splendeurs et misères des courtisanes, Carlos Herrera a menciona como exemplo a Esther van Gobseck. Madame du Val-Noble encontrara um outro protetor: Théodore Gaillard. Esther lhe cede, então, seu apartamento à rua Taitbout e pede-lhe que procure a pérola negra vendida por Asie (Ásia), com a qual ela se envenenará quando o barão de Nucingen vier passar com ela a noite;
- Em 1838, Madame du Val-Noble se casa com Théodore Gaillard.

## Outras aparições
Esta personagem também aparece em:
- La Rabouilleuse;
- Béatrix;
- Un début dans la vie;
- Une fille d'Eve.